# Cantó de Nant
El cantó de Nant és un cantó del departament francès de l'Avairon, situat al districte de Millau. Té sis municipis i el cap cantonal és Nant.

## Municipis
- La Cavalariá
- La Cobertoirada
- L'Espitalet de Larzac
- Nant
- Sent Joan del Bruèlh
- Sauclièiras

## Història
| Data d'elecció                           | Identitat        | Partit | Qualitat |
| ---------------------------------------- | ---------------- | ------ | -------- |
| 1985-                                    | René Quatrefages | UMP    |          |
| les dades anteriors no són pas conegudes |                  |        |          |
|                                          |                  |        |          |